# Anarkist attack
Anarkist attack, EP släppt av kängpunkbandet Anti Cimex, släppt på Bullshit records 1982. EP:n spelades in december 1981 och var Anti Cimexs första släpp. Släpptes i 500 ex.

## Låtarna på singeln
1. Svaveldioxid
2. Heroindöd
3. Drömmusik
4. Anti Cimex